# ラフィノース
ラフィノース (raffinose) は、天然に存在するオリゴ糖の1種である。主にビートから抽出して精製されるが、キャベツ、ブロッコリー、アスパラガスなど植物に広く含まれている。
ラフィノースの構造は、フルクトース、ガラクトース、グルコース分子が1つずつグリコシド結合によって連なったものである。つまり、三糖に分類される糖である。甘味はスクロースの約20%、カロリーは約半分で、大腸まで届いてビフィズス菌を増殖させる。
ラフィノースはα-ガラクトシダーゼ (α-GAL) によってD-ガラクトースとスクロースに加水分解されるが、この酵素はヒトでは見られない。α-ガラクトシダーゼはこの他、スタキオース、ベルバスコース、ガラクチノールなどのα-ガラクトシド類も加水分解するが、ラクトースのようなβ-結合したガラクトースは分解しない。